# Diphyus quadripunctorius
Diphyus quadripunctorius är en stekelart som först beskrevs av Cornelius Herman Muller 1776.  Diphyus quadripunctorius ingår i släktet Diphyus och familjen brokparasitsteklar. Arten är reproducerande i Sverige. Utöver nominatformen finns också underarten D. q. bequaerti.